# کاستربرده د سراتو
کاستربرده د سراتو (به اسپانیایی: Castroverde de Cerrato) یک شهرستان در اسپانیا است که در استان وایادولید واقع شده‌است.